# Thierry Dusserre
Thierry Dusserre (n. 25 iulie 1967, Romans-sur-Isère, Rhône-Alpes, Franța) este un biatlonist ce a reprezentat Franța, medaliat olimpic. A participat la 2 ediții ale Jocurilor Olimpice (1994, 1998) în care a câștigat o medalie de bronz.